# Nadwyżka budżetowa
Nadwyżka budżetowa – suma dochodów budżetowych przewyższająca wydatki budżetowe; jeden z rodzajów nadwyżki finansowej. Powoduje wycofanie z obiegu określonej ilości pieniądza (działanie deflacyjne) i umożliwia wprowadzenie do obiegu dodatkowej ilości pieniądza poprzez udzielenie kredytu (kreacja pieniądza).
Nadwyżka budżetowa jest jednym ze źródeł pokrycia kredytów bankowych. Skala i przeznaczenia nadwyżki budżetowej jest pochodną polityki społecznej i polityki gospodarczej. Zależy również od systemu finansowania działalności gospodarczej, który w różnym zakresie może angażować środki własne podmiotów gospodarczych, dotacje budżetowe i kredyt bankowy.
W ramach budżetu państwa nadwyżki budżetowe występują i są rozdysponowywane w poszczególnych budżetach jednostkowych.
Odróżnia się nadwyżkę planowaną, wynikającą z ustalonych w uchwalonym budżecie dochodów i wydatków, oraz nadwyżkę zrealizowaną w toku wykonania budżetu. Nadwyżka planowana ma charakter rezerwy zabezpieczającej wykonanie budżetu lub może mieć inne określone przeznaczenie. Nadwyżka zrealizowana stanowi zasób środków pieniężnych przechodzący na następny okres budżetowy. Może on być wykorzystywany na pokrycie deficytu budżetowego w następnych latach lub dodatkowe wydatki. Wykorzystanie nadwyżki budżetowej z lat ubiegłych ma w danym roku podobny wpływ na równowagę pieniężną jak deficyt budżetowy.